# غيتس (نيويورك)
غيتس (بالإنجليزية: Gates, New York)‏ هي بلدة أمريكية تقع في الولايات المتحدة في نيويورك (ولاية). يقدر عدد سكانها بـ 28,400 نسمة .